# Paris dulongensis
Paris dulongensis är en nysrotsväxtart som beskrevs av Hen Li och Kurita. Paris dulongensis ingår i släktet ormbärssläktet, och familjen nysrotsväxter. Inga underarter finns listade.